# Prins Wilhelms expedition till Central-Amerika
Prins Wilhelms expedition till Central-Amerika är en svensk dokumentärfilm från 1921 i regi av prins Wilhelm och med foto av Robert Olsson.

### Fotnoter
1. ↑  ”Prins Wilhelms expedition till Central-Amerika”. Svensk Filmdatabas. http://sfi.se/sv/svensk-filmdatabas/Item/?type=MOVIE&itemid=3506&ref=%2ftemplates%2fSwedishFilmSearchResult.aspx%3fid%3d1225%26epslanguage%3dsv%26searchword%3dPrins+Wilhelms+expedition+till+Central-Amerika%26type%3dMovieTitle%26match%3dBegin%26page%3d1%26prom%3dFalse. Läst 8 maj 2013.